# 天主教約卡杜馬教區
天主教約卡杜馬教區（拉丁語：Dioecesis Yokadumana）是喀麥隆一個羅馬天主教教區，屬貝爾圖阿總教區。
教區成立於1991年5月20日，位於東部區本巴-恩戈科省，教座位於杜梅。2010年有教友17,912人（佔轄區總人口14.1%）、十二個堂區、十七名司鐸。現任教區主教為猶金·尤瑞次科。